# Dystasia siporensis
Dystasia siporensis es una especie de escarabajo longicornio del género Dystasia, familia Cerambycidae. Fue descrita científicamente por Breuning en 1939.
Habita en Indonesia (Molucas). Los machos y las hembras miden aproximadamente 13 mm.